# Nemacladus sigmoideus
Nemacladus sigmoideus là loài thực vật có hoa trong họ Hoa chuông. Loài này được G.T.Robbins mô tả khoa học đầu tiên năm 1958.